# A子计划
《A子计划》（日语：プロジェクトA子）是1986年日本动作喜剧科幻动画电影。故事讲述一个红发水手服少女摩神英子（A子）从高中校园到外太空的奇妙冒险。之后还有推出多部续作，《A子计划2 大德寺财团的阴谋》《A子计划3 灰姑娘狂想曲》《A子计划 完结篇》和《A-Ko The VS》。

## 登場人物
摩神英子（まがみ えいこ）配音:伊藤美紀
17歲，身高163cm、體重52kg。B79、W60、H82，血型O型
也稱作A子，一頭紅髮，有著超人的力量，手上的腕帶是力量控制器。
大德寺美子（だいとくじ びいこ）配音:篠原恵美
17歲，身高168cm、體重56kg。B86、W58、H88，血型A型
也稱作B子,大德寺財團的千金。幼稚園時認識A子與C子，小時候向A子提出對決但被遺忘。頭腦聰明，自行研發動力套裝用於對A子的戰鬥。
壽詩子（ことぶき しいこ）配音:富澤美智惠
17歲，身高155cm、體重43kg。B72、W60、H75，血型B型
也稱作C子，與A子從小就是好友，實際上是外星人的公主。

## 製作人員
- 原作 - 西島克彦、白坂一美
- 腳本 - 森山雄治、西島克彦、川崎知子
- 監督 - 西島克彦
- 演出 - 森川しげる
- 人物設定・作畫監督 - 森山ゆうじ
- 機械設計 - グラビトン
- 機械作畫監督 - 増尾昭一
- 作畫監督補 - 平田智浩
- 機械作畫監督補 - 伊藤浩二
- 美術監督 - 木村真二
- 美術設定 - 東條俊寿
- 攝影監督 - 新井隆文
- 音樂 - リッチー・ジトー、ジョーイ・カーボーン、赤坂東児
- 音響監督 - 本田保則
- 音響効果 - 佐藤一俊
- 電影製片 - 野村和史
- 製作 - 創映新社、A.P.P.P.
- 配給 - 松竹富士

## 制作
片名是受成龙电影《A计划》影响。该项目最初企划是作为成人动画系列Cream Lemon的一集，之后西岛克彦决定将其改成不那么色情的动画。电影结合了搞笑和动作，还有对其他动画的戏仿，包括《北斗神拳》、《超时空要塞》和《機動戰士GUNDAM》。

## 反響
公映前，西岛克彦曾在《Animage》表示，这是押井守和宫崎骏绝对不会做的无厘头作品。随后遭到宫崎骏的批评，只是讨好一小撮爱好者，还说出押井和宫崎不会做这种动画，志向也太低了。1990年代初，美国科幻频道曾反复播出，该电影在特定群体中获得狂热追捧。